# Kárga (île)
Pour les articles homonymes, voir Karga.
Kárga (grec moderne : Κάργα) est une petite île côtière inhabitée située à proximité d'Almyrída en Crète en Grèce.